# Maliki
Maliki (în arabă مالكي) madhhab este una dintre școlile de Fiqh sau legi religioase în cadrul islamului sunnit. Ea a fost fondată de către Malik bin Anas si are in vedere hotărârile din ulema de la Medina pentru a fi sunnah. Adeptii sai locuiesc în mare parte în Africa de Nord, Africa de Vest, Kuweit, Bahrain, în unele regiuni din Arabia Saudită, Oman și alte țări din Orientul Mijlociu, precum și in unele regiuni din India. Mișcarea Mondială Murabitun urmează, de asemenea, școala Maliki. 
În trecut aceasta a fost, de asemenea, urmată în unele regiuni ale Europei ce se afla sub conducere islamica, în special Spania islamica și Emiratul de Sicilia. Una dintre cele mai mari centre istorice de predare Maliki, mai ales in timpul secolelor IX-XI este Moscheea de Uqba.

## Istoric
Desi Malik Ibn Anas însuși era originar din Medina , școala sa s-a confruntat cu o concurență acerbă pentru adepți în Estul musulman, din partea scolilor Shafi'i , Hanbali și Zahiri scoli ce se bucurau de un succes mai mare decât școala lui Malik. 
Scoala Maliki avut mult mai mult succes in Vestul musulman. Sub domnia Omayyazilor, scoala Maliki a fost promovata ca fiind codul de drept oficial de stat, iar judecatorii Maliki conduceau in mod liber practicile religioase. In schimb, adeptii Maliki trebuiau sa sprijine si sa legitimeze dreptul guvernului de a conduce. 
Pozitia dominanta in Al-Andalus, incepand cu Umayyazii si terminand cu Almoravizii a continuat, avand legea islamica din regiune dominata de opiniile lui Malik si a studentilor sai.
Sunnah si Hadith sau traditia profetica in Islam, au jucat roluri mai putin importante, avand in vedere faptul ca juristii Maliki le-au privit pe amandoua cu suspiciune, si putini dintre ei erau cunoscatori cu adevarat a celor doua.
Cu toate ca Al-Andalus a fost, in cele din urma, pierduta, scoala Maliki a fost in masura sa-si pastreze pana astazi pozitia dominanta in Africa de Nord si de Vest. In plus, scoala Maliki a fost preferata in statele arabe mici din Golful Persic (Bahrain, Kuweit, Dubai). In timp ce mare parte din Arabia Saudita respecta legile Hanbali, provincia de est este cunoscuta de secole ca un bastion Maliki.

## Principii
Scoala Maliki deriva din activitatea lui Malik ibn Anas. Muwatta este o colecție de hadisuri ce sunt considerate ca fiind de sunet și isi găsesc locul lor în Sahih al-Bukhari, cu unele comentarii ale lui Malik cu privire la practicile oamenilor din Medina și unde acestea sunt în conformitate sau în contradicție cu hadisurile raportate. Acest lucru se datorează faptului că Malik (și ceea ce ar fi mai târziu, școala după numele său) a considerat practicile din Medina (primele trei generații), o dovadă superioară a Sunnah "viu" decât hadisurile de sunet, insa izolate.

### Diferente
- Maliki consideră Walima să fie obligatorie.
- Juristii Maliki nu spun nimic cu privire la poziția în genunchi, din timpul rugăciunii.[6]
- Școala Maliki consideră admiterea într-o instanță de judecată să fie divizibila; astfel, un reclamant ar putea accepta unele părți ale mărturiei inculpatului în timp ce respinge alte părți. Această poziție este, de asemenea, deținută de școală Hanafi, deși scoala Zahiris și majoritatea scolii Hanbalis se opun..[7]

Școala Maliki se bazează foarte mult pe practica oamenilor din Medina ca sursă - formată din prima, a doua si urmatoarele generații de musulmani. Acest lucru se datorează faptului că școala Maliki consideră practica din Medina, împreună cu hotărârile derivate, să fie mutawātir, adica sa fie cunoscute și practicate de către atât de mulți oameni pentru ca nu poate fi decât o tradiție profetică.

## Diferențe notabile de alte școli
Școala Maliki diferă de celelalte scoli sunnite de drept în special din sursele pe care le utilizează pentru derivarea de hotărâri. Toate școlile folosesc Coranul ca sursă primară, urmat de tradiția profetică a profetului Muhammad, transmis ca hadis. În școala Maliki, tradiția declarata include nu numai ceea ce a fost înregistrat în hadisuri,ci si hotărârile juridice ale celor patru califi - în special Umar. Malik bin Anas a acceptat împreună cu majoritatea juriști sunniți, dar cu condiții, un consens cu caracter obligatoriu cu privire la raționamentul analogic.

### Rugaciune
Există mici diferențe în metodele preferate de Salat, sau rugăciune, în școala Maliki.
- Qiyām (poziția în picioare în rugăciune) - dominant (mashhūr), poziția este de a lăsa mâinile să se legene pe langa corp in timpul rugăciunii. Unii comentatori au spus că Imam Malik s-a rugat în acest fel, deoarece brațele sale au fost dislocate din cauza biciuirii publice pe care a primit-o.
- Privind drept înainte, la nivelul ochilor (de exemplu, literalmente "cu care se confruntă" Ka'ba), în timpul rugăciunii, mai degrabă decât uita în jos spre locul de prosternatie. Nu există un consens cu privire la acest punct, cu mulți cercetători de renume Maliki a considerat că ar trebui să se uite la locul de prosternatie. Cu toate acestea, sunt aspecte minore legate de concentrare și de umilință în fața lui Allah și, în orice caz, postura cuiva nu ar trebui să fie compromisă.
- Nu recita orice cereri înainte de Fātiḥah în rugăciunile obligatorii (Bismillah, recitând "în numele lui Allah, Cel mai Milostiv, Cel mai Milostiv", înainte de Fātiḥah).
- Tashahhud - Pornirea pumnul drept pe o parte (astfel încât degetul cel mai mic atinge coapsa) și degetul arătător drept este mutat dintr- o parte în alta.
- Qunut se recita doar în rugăciunea de dimineață. [9]
- Juristii Maliki nu spun nimic despre poziția în genunchi în timpul rugaciunii.[10]

## Juristi Maliki cunoscuti
- Yahya al- Laithi (d. 848 ), savant andaluz, a condus școala Maliki în Al-Andalus.
- Sahnun (AH 160/776-7 - AH 240/854-5 ), jurist sunnit și autor al Mudawwanah, unul dintre cele mai importante lucrări în domeniul dreptului Maliki.
- Ibn Abi Zayd (310/922-386/996), jurist sunnit și autor al Risālah, un standard de lucru în dreptul Maliki.
- Yusuf ibn Abd al-Barr (978-1071), savant andaluz.
- Ibn Tashfin (1061-1106), unul dintre liderii marcanti ai dinastiei Almoravid.
- Ibn Rushd (Averroes) (1126-1198), filozof și om de știință.
- Al-Qurtubi (1214-1273).
- Shihab al-Din al-Qarafi (1228-1285), jurist marocan  și scriitor care a trăit în Egipt.
- Khalil ibn Ishaq al- Jundi (d. cca. 1365), jurist egiptean, autor de Mukhtasar.
- Ibn Battuta (24 februarie 1304 - 1377), explorator.
- Ibn Khaldun (1332/AH 732-1406/AH 808 ), savant, istoric și autor al Muqaddimah.
- Abu Ishaq al-Shatibi (d. 1388 ), un renumit jurist andaluz Maliki.
- Qadi Iyad.

### Juristi Maliki contemporani
- Usman dan Fodio (1754-1817), fondator al Sokoto Califatul.
- Ahmad al - Alawi (1869-1934), lider algerian Sufi.
- Omar Mukhtar (1862-1931), liderul libian rezistență.
- Muhammad Ash - Shanqeeti.
- Abdelkader El Djezairi.
- Abdallah Bin Bayyah.
- Timothy Winter , savant musulman britanic.
- Muhammad Ibn ' Abd al - Karim al- Khattabi, lider rezistență marocan.
- Abu - Abdullah Adelabu.
- Sherman Jackson.
- Hamza Yusuf.

## Legaturi externe
- http://islamromania.ro/art-595/imamul_malik_ibn_anas.html
- Biography of Imam Malik Arhivat în 14 iulie 2009, la Wayback Machine.
- Translation of Mālik's Muwaṭṭah Arhivat în 28 noiembrie 2008, la Wayback Machine.
- Aisha Bewley's homepage Arhivat în 3 august 2008, la Wayback Machine. - includes translations of a variety of important Mālikī source texts
- Biographical summary of Imam Mālik Arhivat în 9 iunie 2011, la Wayback Machine.
- French translations of a variety of important Mālikī source texts franceză {{{1}}}
- Questions and Asnwers about Islam and according to the maliki school Arhivat în 3 februarie 2014, la Wayback Machine.
- Several FREE online courses on maliki fiqh to download (MP3)[nefuncțională]

## Vezi si
- Islam
- Hadis
- Coran
- Tahajjud
- Hadith
- Sahih al-Bukhari

.